# Сербсько-грецька церковна суперечка (1346—1375)

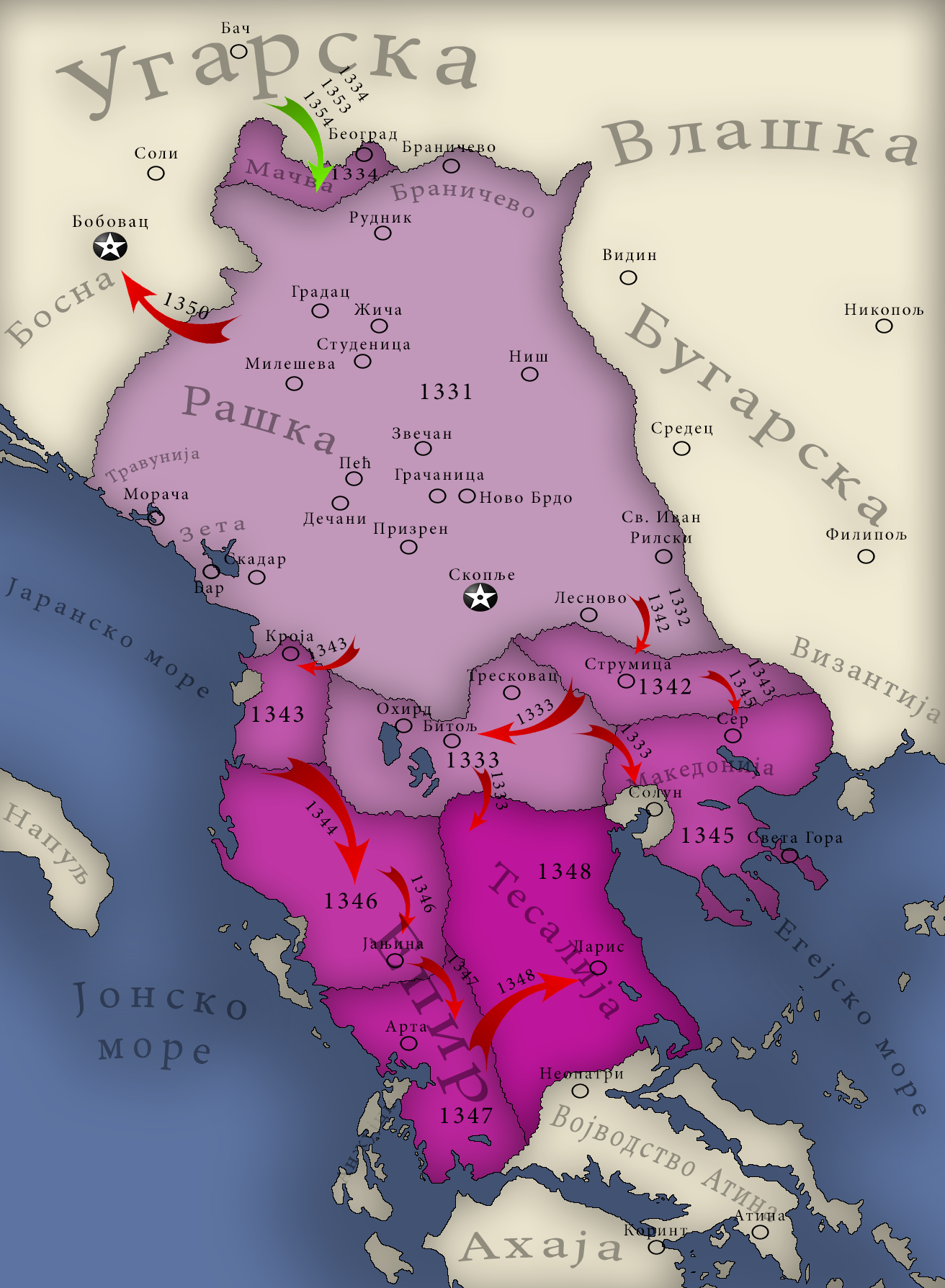
Розширення сербської держави на південні (грецькі) володіння за правління короля і царя Стефана Душана (1331—1355).

Сербсько-грецька церковна суперечка 1346—1375 років — церковна суперечка між сербською Пецькою патріархією та грецькою Константинопольською патріархією, що почалася невдовзі після того, як навесні 1346 року Пецькій архієпископії було надано статус патріархії. Причиною суперечки стали розбіжності щодо патріаршого сану і меж патріаршої влади в південних областях, приєднаних до Сербського царства за часів правління Стефана Душана. Невдовзі ці розбіжності переросли у відкрите протистояння через те, що константинопольський патріарх Калліст I засудив сербську церковну ієрархію, що стало причиною церковного розколу. Перші спроби розв'язати спірні питання були зроблені у 1363 і 1368 роках, а остаточне і всебічне примирення церков відбулося 1375 року завдяки зусиллям сербського князя Лазаря Хребеляновича та константинопольського патріарха Філофея.

## Передумови суперечки (1346)

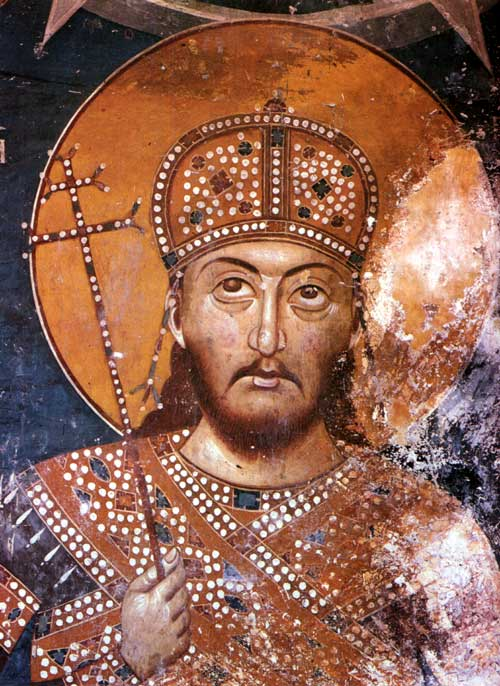
Сербський король і цар Стефан Душан (1331—1355)

За правління Стефана Душана (1331—1355) сербська держава значно розширилася на південь Балканського півострова завдяки завоюванню візантійських володінь. Оскільки завойовані землі переважно перебували під церковною юрисдикцією Константинопольської патріархії, зміна державної влади зумовила необхідність реорганізації церковного управління на приєднаних територіях. Навесні 1346 року на державному соборі в Скоп'є сербського архієпископа було проголошено патріархом, а сербського правителя короновано як царя. Таким чином, було проголошено створення Сербського царства та Сербської патріархії. Цей крок, здійснений без схвалення візантійського імператора та константинопольського патріарха, став початком сербсько-грецького конфлікту щодо правомірності царського і патріаршого сану.

## Відкритий конфлікт (1350—1353)

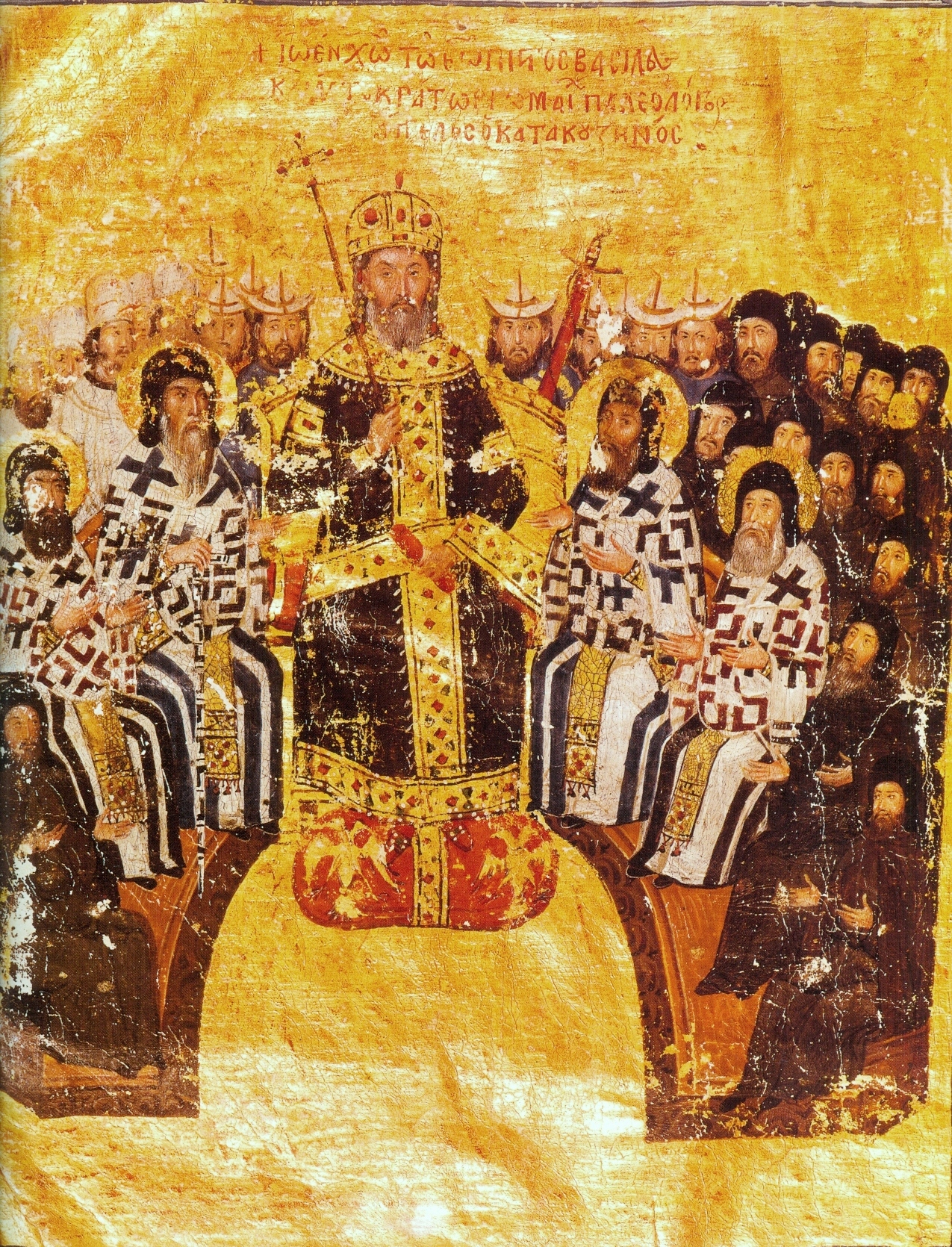
Візантійський імператор Іоанн VI Кантакузин (1347—1354)

Після 1346 року Сербська патріархія поширила свою владу на нові південні володіння, включивши до свого складу єпархії в завойованих регіонах — Македонію, Фессалію, Епір. У відповідь на це новий константинопольський патріарх Калліст I (1350—1353) вирішив офіційно засудити ці дії. Цей крок був узгоджений з політикою візантійського імператора Іоанна VI Кантакузина, спрямованою на послаблення нововстановленої сербської влади на втрачених візантійських землях. Патріарх видав акт про відлучення сербського правителя і вищих сербських церковних ієрархів за присвоєння царського титулу й патріаршого сану, а саме через встановлення контролю над єпархіями Константинопольської патріархії в нещодавно завойованих областях.
Оскільки текст цього акту не зберігся, історики досі сперечаються про форму і ступінь відлучення. Існує дві основні думки:
- Згідно з першою, йшлося про відлучення від євхаристійного спілкування (позбавлення права спільного служіння літургії), тобто розрив церковного спілкування між двома церквами.
- Згідно з другою, було застосовано повне відлучення від Церкви, що передбачало й анафему — найвищу міру церковного покарання, прокляття.

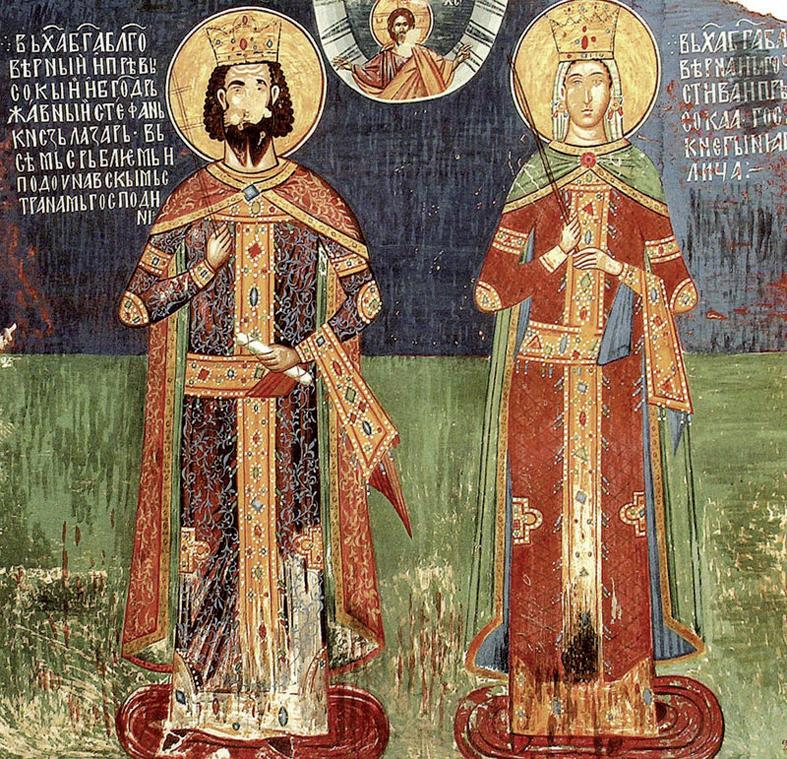
Сербський князь Лазар і княгиня Миліца на фресці з монастиря Любостиня.

Аналіз історичних джерел показує, що ніде не згадується про анафему, накладену на сербського царя і патріарха. Зазначається, що анафема зазвичай застосовувалася за найтяжчі злочини проти віри, такі як єресь або віровідступництво. Пізніші документи про примирення (1368, 1371, 1375) вказують на те, що сербсько-грецький конфлікт мав еклезіологічну (що стосується вчення про Церкву), а не догматичну (що стосується основ віровчення) природу. У документі константинопольського патріарха Філофея від 1371 року первісне засудження, винесене патріархом Каллістом, прямо називається епитимією і відлученням (грец. ἀφορισμός), а не анафемою. У контексті цього документа про примирення це означає, що покарання полягало лише в позбавленні права співслужіння (розриві євхаристійного спілкування).
Проте думка про накладення «анафеми» досі зустрічається в деяких наукових працях і особливо серед публіцистів, деякі з яких стверджують, що анафему було накладено не лише на сербського царя і вище духовенство, але й на все сербське духовенство й увесь сербський народ.

## Перші кроки до примирення (1363—1371)
У зв'язку з наростальною турецькою загрозою візантійський імператор Іоанн V Палеолог 1363 року вирішив розпочати переговори з Сербією, що охоплювало й пошук шляхів вирішення церковних розбіжностей. З цієї нагоди патріарх Калліст I особисто прибув до міста Сере, де його зустріла сербська цариця Олена, яка керувала Серською областю як вдова царя Стефана Душана та мати тодішнього сербського царя Стефана Уроша V (1355—1371). Попри урочисте прийняття, переговори не були завершені через раптову смерть Калліста. Сербсько-грецькі переговори відновилися 1368 року, коли деспот Іоанн Углеша досяг часткової угоди з Константинопольською патріархією. Офіційне підтвердження цьому було надано 1371 року, коли було визнано юрисдикцію константинопольського патріарха над єпархіями Серської області.

## Остаточне примирення (1375)
Сербсько-грецьку церковну суперечку було завершено 1375 року завдяки зусиллям князя Лазаря Хребеляновича, правителя Моравської Сербії, який направив делегацію до Константинополя для переговорів з константинопольським патріархом Філофеєм. Переговори успішно завершилися, значною мірою завдяки святогорському монаху Ісаї. Сербська сторона відмовилася від подальших претензій на південні єпархії, а грецька сторона скасувала раніше винесене засудження, визнавши патріарший ранг Сербської православної церкви. Представники Константинопольської патріархії потім прибули до Сербії, відвідавши й Призрен, де над гробницею царя Стефана Душана в монастирі Святих Архангелів було зачитано хартію константинопольського патріарха Філофея, що скасовувала попередні засудження. Цим актом було покладено край сербсько-грецькій церковній суперечці.